# Дека-
дека- (на старогръцки: δέκα - десет) е десетична представка от система SI въведена през 1795 г. Означава се с da и означава умножение с 101 (10, десет).
Например: 30 daa = 30 × 101 ара = 300 ара